# Waking Life
Waking Life (Acordar para a Vida (título em Portugal) ou Waking Life (título no Brasil)) é um filme estadunidense de 2001, dirigido por Richard Linklater. Apresenta cenas filmadas sobrepostas a uma película que imita uma textura de animações flash.

## Sinopse
Após não conseguir acordar de um sonho, um jovem passa a encontrar pessoas da vida real em seu mundo imaginário, com quem tem longas conversas sobre os vários estados da consciência humana e discussões filosóficas e religiosas.

## Elenco
- Julie Delpy (Celine - voz)
- Ethan Hawke (Jesse - voz)
- Guy Forsyth (Guy Forsyth)
- Timothy "Speed" Levitch (Timothy "Speed" Levitch - voz)
- Louis Mackey (Louis Mackey - voz)
- Steven Soderbergh (Steven Soderbergh - voz)
- Charles Gunning (voz)
- Peter Atherton (voz)
- Louis Black (voz)
- Trevor Jack Brooks (voz)
- Steve Brudniak (voz)
- John Christensen (voz)
- Richard Linklater
- Adam Goldberg
- Mona Lee

## Premiações
- Recebeu três indicações ao Independent Spirit Awards, nas seguintes categorias: Melhor Filme, Melhor Diretor e Melhor Roteiro.
- Ganhou os prêmios Cinema do Futuro e Lanterna Mágica, no Festival de Veneza.
- Recebeu uma indicação ao Prêmio Adoro Cinema 2002, na categoria de Melhor Filme de Animação.
- Ganhou o prêmio do New York Film Critics Circle de Melhor Filme de Animação.

## Curiosidades
- O diretor Richard Linklater na verdade realizou dois filmes em um só. Isto porque ele inicialmente rodou todas as cenas do filme com os atores do elenco, repassando-as depois para Bob Sabiston, que com sua equipe de 30 animadores recobriu cada cena através da computação gráfica, transformando o filme em um longa de animação.

- A técnica que foi utilizada em Waking Life, desenhar em cima de cenas gravadas, se chama rotoscópio, também usada em A Scanner Darkly, adaptação de Richard Linklater do livro de Philip K. Dick.

- Cada minuto da edição final de Waking Life requereu dos animadores cerca de 250 horas de trabalho.

- Personagens de filmes anteriores de Linklater reaparecem em Waking Life. Os atores Ethan Hawke e Julie Delpy, por exemplo, interpretam os personagens de Antes do Amanhecer.

- O diretor Steven Soderbegh (Traffic) é uma das personalidades que aparecem nos sonhos mostrados em Waking Life.

- Durante a preleção feita por um macaco, um homem que desce desajeitadamente uma colina mostra, ao fundo, um clipe do filme Sonhos de Akira Kurosawa (1990).

- Em Waking Life pode ser visto um homem usando uma camisa promocional de Slacker (1991), primeiro filme dirigido por Richard